# Verbascum kubedagense
Verbascum kubedagense är en flenörtsväxtart som beskrevs av Hub.-mor.. Verbascum kubedagense ingår i släktet kungsljus, och familjen flenörtsväxter. Inga underarter finns listade i Catalogue of Life.